# Nemoria pulcherrima
Nemoria pulcherrima là một loài bướm đêm trong họ Geometridae.